# Michael Becker (Rechtsanwalt)
Michael Becker (* 9. September 1953 in Kaiserslautern) ist ein deutscher Rechtsanwalt und Berater von Profisportlern wie Michael Ballack, Bernd Schneider, Miroslav Klose, Per Mertesacker, Christian Wörns und Oliver Neuville. Becker vertritt bzw. vertrat über 120 Fußballspieler, ebenso war er für die Harlem Globetrotters in Europa tätig.

## Leben
Michael Becker begann nach dem Abitur und dem Grundwehrdienst das Studium der Rechts- und Staatswissenschaften und Publizistik an der Johannes Gutenberg-Universität Mainz, das er nach acht Semestern im Frühjahr 1978 mit dem Ersten Juristischen Staatsexamen abschloss. Während der Referendarzeit arbeitete er beim wissenschaftlichen Dienst des Landtages von Rheinland-Pfalz in Mainz, bei den Auslandshandelskammern in New York und Los Angeles sowie an der Hochschule für Verwaltungswissenschaften in Speyer. Das Zweite Juristische Staatsexamen legte er im August 1980 ab. Anschließend folgte im Juli 1982 die Promotion zum Dr. jur. mit dem Thema Verfassungsrechtliche Schranken für die Regelung des Lizenzfußballsports in der Bundesrepublik Deutschland.
Von 1974 bis 1981 war Becker als wissenschaftliche Hilfskraft im Fachbereich Rechts- und Wirtschaftswissenschaften der Johannes Gutenberg-Universität in Mainz tätig. Im Anschluss daran ging er in die USA an die John F. Kennedy School of Government der Harvard University. Hier machte er seinen Abschluss als Master of Public Administration (MPA) und übernahm anschließend die Lehrtätigkeit als Teaching Fellow am Harvard College.
In der Zeit von September 1981 bis Dezember 1998 übernahm Becker verschiedene Tätigkeiten beim Europäischen Rechnungshof in Luxemburg sowie der Europäischen Kommission in Brüssel. Hier war er unter anderem Kabinettschef von Albert Leicht, Mitglied des Europäischen Rechnungshofs, sowie Mitglied im Kabinett von Christiane Scrivener. Als Leiter des Juristischen Dienstes des Europäischen Rechnungshofes war Michael Becker Prozessbevollmächtigter vor dem Europäischen Gerichtshof. Es folgten Stationen als Leiter eines Teams von Rechnungsprüfern mit Prüfungsaufgaben in Mittel- und Osteuropa sowie in den früheren Sowjetrepubliken und die Übernahme einer Lehrtätigkeit im MBA-Programm der Sacred Heart University Luxembourg mit Schwerpunkt Europarecht.
Mit Beginn des Jahres 1999 wurde Michael Becker Rechtsanwalt in Luxemburg mit den Schwerpunkten Beratung von Sportlern sowie Vereinen und Verbänden im Bereich des Berufsfußballsports. Er gilt als einer der bekanntesten deutschen Spielervermittler.
Von September 2009 bis August 2014 war er zunächst Lehrbeauftragter und anschließend Professor für Sportrecht  und Sportmanagement an der privaten Fachhochschule für angewandtes Management in Erding. Seit 2014 ist er Lehrbeauftragter für Sportrecht und Sportmanagement an der Hochschule Kaiserslautern.

## Werke
- Die simple minds vom Betzenberg: der Niedergang eines Traditionsclubs; eine (fast) unglaubliche Geschichte. Lehnert Verlag, Saarbrücken, 2004, ISBN 3-926320-62-1